# Not
Not bezeichnet eine „besonders schlimme Lage, in der jemand dringend Hilfe braucht“ sowie ein „Mangel an lebenswichtigen Dingen; Elend, äußerste Armut“. Sie kann laut dem Duden auch einen seelischen Zustand durch ein „Gefühl von Ausweglosigkeit, durch Verzweiflung, Angst“ sowie eine Bedrängnis, oder ein „belastendes Problem; Schwierigkeit, Sorge“ bezeichnen. Veraltet bezeichnet Not auch einen äußeren „Zwang, Notwendigkeit, Unvermeidlichkeit“.

## Etymologie und Begriffsverwendung
Not für ‘Armut, Elend, Mangel, schwierige Lage, Bedrängnis, Mühe, Schwierigkeit, Zwang’ wurde bereits im 8. Jahrhundert verwendet, daraus bildete sich im Mittelhochdeutschen nōt, wortverwandt sind altsächsisch nōd sowie englisch need (Plural needs für ‘Bedürfnisse’). Laut dem Duden ist die Herkunft ungeklärt.
Zum Begriff haben sich mehrere Ableitungen entwickelt: nötig bezeichnet als Adjektiv ‘dringend erforderlich, unentbehrlich, notwendig’, vom Althochdeutschen nōtag, nōtīg ‘in Not, bedrängt’ (9. Jh.), mhd. „nōtec, nōtic, nœtic“ ‘Not habend, bedrängt, dürftig, notwendig, dringend, eilig’, wovon sich später das Verb nötigen bildete und ‘jmdn. auffordern, dringend bitten, etw. zu tun’ bezeichnet. In die Rechtssprache ein ging es als Nötigung für ‘jmdn. mit Gewalt oder Drohung dazu bringen, etw. zu tun, zu dulden oder zu unterlassen’. ‘Notzüchtigen’ stand gleichbedeutend für das frühneuhochdeutsche nöten, ahd. nōten ‘Gewalt, Zwang antun, drängen’.
Im 17. Jahrhundert entwickelte sich Notdurft für ‘Ausscheidung aus Darm und Blase’, veraltet ‘zum Leben Nötiges’ und dann nur noch in der Wendung seine Notdurft verrichten ‘Darm und Blase entleeren’ verwendet wurde. Ursprünglich wurde im Althochdeutschen nōtthurft (8. Jh.), mhd. nōtdurft die ‘Notwendigkeit, Not, (natürliches) Bedürfnis, Bedarf an notwendigen Dingen‘ zum Lebensunterhalt bezeichnet. Als Notstand wurde ab dem 17. Jahrhundert der ‘Zustand der Not, der Bedrängnis, gefahrdrohender Zustand’ bezeichnet. Notwehr heute für ‘von einem akuten Notfall erzwungene Verteidigung’ verwendet, bezeichnete ursprünglich ‘geeignet, die Not zu wenden’ (1. Hälfte 16. Jh.), und bedeutet in älterer Sprache ‘notgedrungen, sehr dringend, unaufschiebbar’, eigentlich ‘durch Not hervorgebracht’. Notzucht, veraltet für ‘Vergewaltigung’, war eine seit dem 16. Jahrhundert gebildete Rückbildung aus mhd. nōtzühten, das eigentl. wie ahd. nōtzogōn (10. Jh.), mhd. nōtzogen ‘mit Zwang („Not“) eine Frau fortziehen, eine Frau rauben’ bedeutet.
Fritz Mauthners Wörterbuch der Philosophie definierte das Lemma Not wie folgend: „Nur im Deutschen haben wir aus dem gleichen Stamme zwei verschiedene Worte, Not und Notwendigkeit, für die Begriffe Mangel und Zwang; französisch nécessité und englisch necessity kann beides bedeuten. Das Wort notwendig findet sich bei Luther noch nicht. Notwendigkeit im philosophischen Sinne wird erst im 18. Jahrhundert üblich; anstatt Notwendigkeit im Sinne des Erforderlichen sagte man früher Notdurft, anstatt notwendig im Sinne von zwingend sagte man früher nötig. Auch für die philosophische Wortgeschichte ist es nicht uninteressant, daß in Redensarten wie eines ist Not ursprünglich eines ein Genetiv war, später selbst vom Sprachgefühl eines Goethe für einen Nominativ genommen wurde, so daß not adjektivischen Charakter erhielt und die Redensart sich in der Form festsetzte: es ist not. [...]“ Die Not zwinge im Sinne des Mangels am Notdürftigen oft zu dem, „was künstlerisch nicht notwendig wäre. Aber diese Not ist auch, wie in der Kulturgeschichte, die Antreiberin zu jedem Fortschritt gewesen“.